# Centro (distrito de Madrid)
Centro é um distrito da cidade de Madrid, na Espanha. Tem uma superfície de 5,23 quilômetros quadrados e conta com 149 718 habitantes, a maioria deles com idades compreendidas entre os 15 e os 65 anos.

## Bairros
Este distrito está dividido em seis bairros:
- Palacio
- Embajadores
- Cortes
- Justicia
- Universidad
- Sol

## História
O Centro é a zona mais antiga da cidade. A referência mais antiga de ocupação na área data da época muçulmana. Na segunda metade do século IX, Maomé I de Córdova construiu uma fortaleza em um promontório junto ao rio Mançanares, no lugar hoje ocupado pelo Palácio Real de Madrid, com o propósito de vigiar os caminhos da serra de Guadarrama e ser o ponto de partida de razias contra os reinos cristãos do norte. Atualmente, ainda se conservam alguns restos da muralha dessa fortaleza. Junto à fortaleza, a leste, surgiu uma pequena povoação que recebeu o nome de Maǧrīṭ, ou Magerit.
Em 1085, a cidade passou para domínio cristão. Em 1123, recebeu o título de vila. Em 1561, Filipe II de Espanha decidiu instalar a corte na cidade. A partir de então, começaram a ser construídos os edifícios e monumentos mais antigos da cidade, na região chamada "Madri dos Áustrias".
Com a chegada do iluminismo no século XVIII, a cidade superou os limites do Centro. No entanto, a maioria dos monumentos continuou a ser construída nessa região, como por exemplo o Palácio Real de Madrid e a fonte de Cibeles. A Casa de Bourbon, em especial Carlos III de Espanha, teve a fixação de converter Madri numa cidade à altura das novas cidades europeias, tomando Paris como modelo. Dessa forma, foram realizados muitos investimentos em infraestrutura, especialmente na rede de esgotos e em edifícios públicos.
Nos séculos XIX e XX, com a chegada das democracias, a cidade continuou a crescer e a se embelezar. Durante o reinado de Isabel II de Espanha, foi construído o edifício do Congresso dos Deputados (1850).

## Museus
A maior parte dos museus da cidade está concentrada no Centro; os mais significativos são:
- Museu Thyssen-Bornemisza
- Museu Nacional Centro de Arte Reina Sofia
- Real Academia de Belas-Artes de São Fernando
- Mosteiro das Descalças Reais
- Real Mosteiro da Encarnação
- Museu de História de Madri

## Cinemas e teatros
O Centro concentra os cinemas e teatros da cidade, especialmente na região da Gran Vía, chamada  "Broadway madrilenha".

## Comércio
A região entre a rua de Preciados, a Porta do Sol e a rua do Carmo é a de maior atividade comercial da cidade. O Centro também abriga o famoso mercado de rua do Rastro, bem como as poucas cafeterias clássicas da cidade que restaram (Café Gijón, no passeio de Recoletos, 21 e Café Comercial, na Glorieta de Bilbao, 7).